# 河川舟運

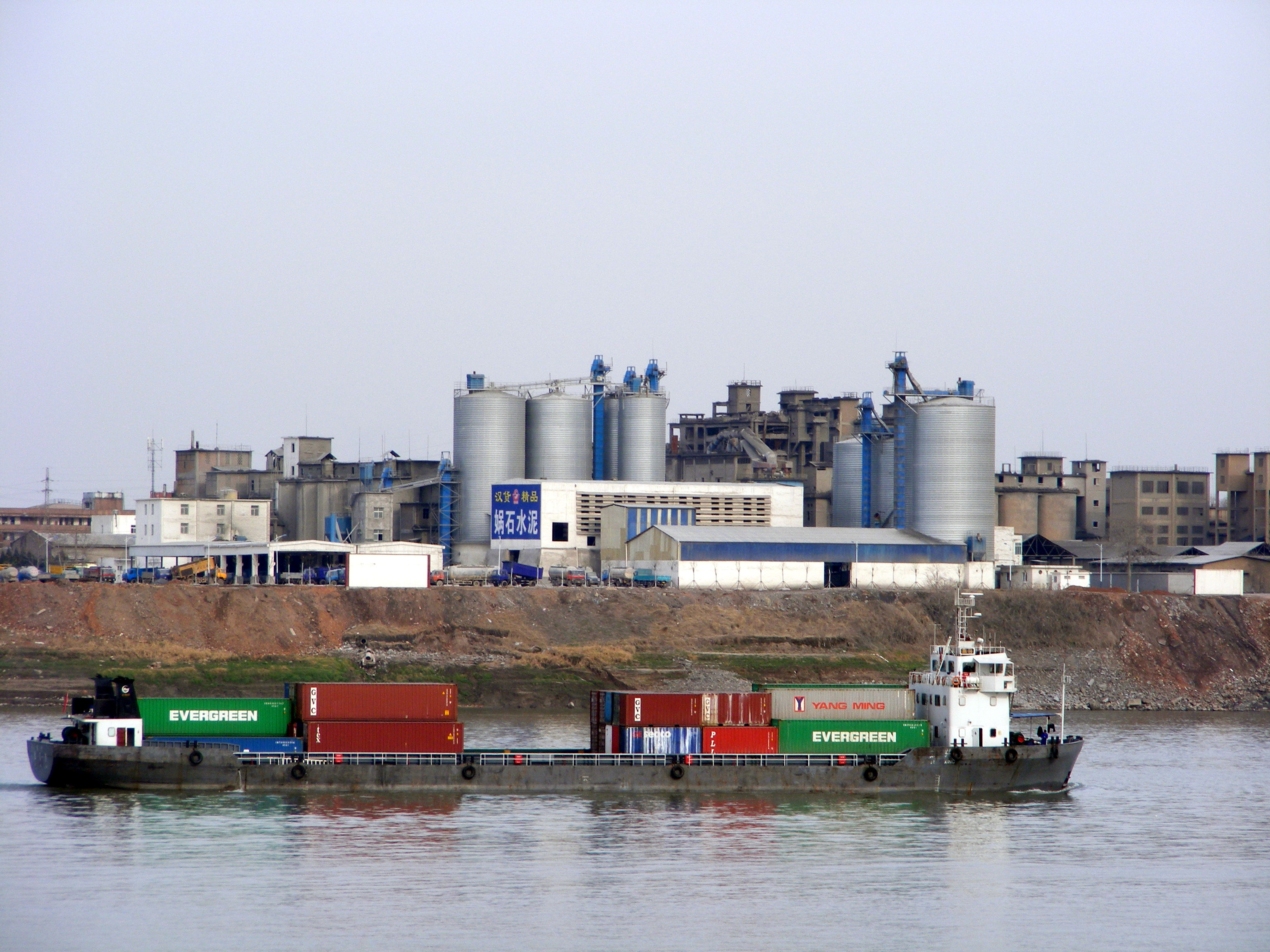
中国長江を行くコンテナ船

河川舟運（かせんしゅううん）とは、川や運河において物資や旅客を運搬する輸送のことで、河川水運や内陸水運とも呼ばれる。

Les rivières sont les chemins qui marchent et qui portent où l'on veut aller.

川は、行きたいところに連れて行ってくれる道である。
—ブレーズ・パスカル, パンセ, part, chapter.38

## 欧米の河川舟運

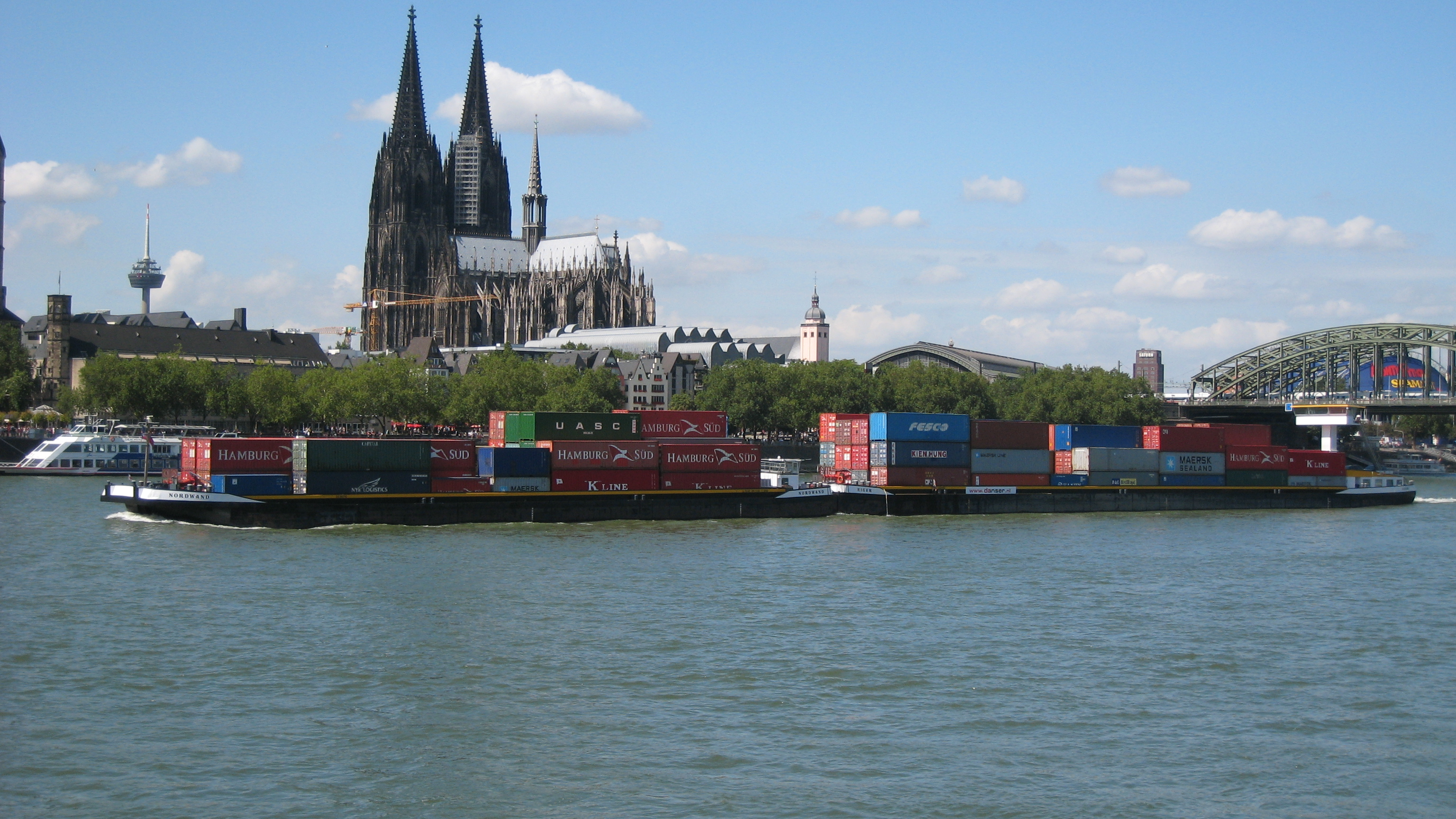
ライン川での海上コンテナ輸送

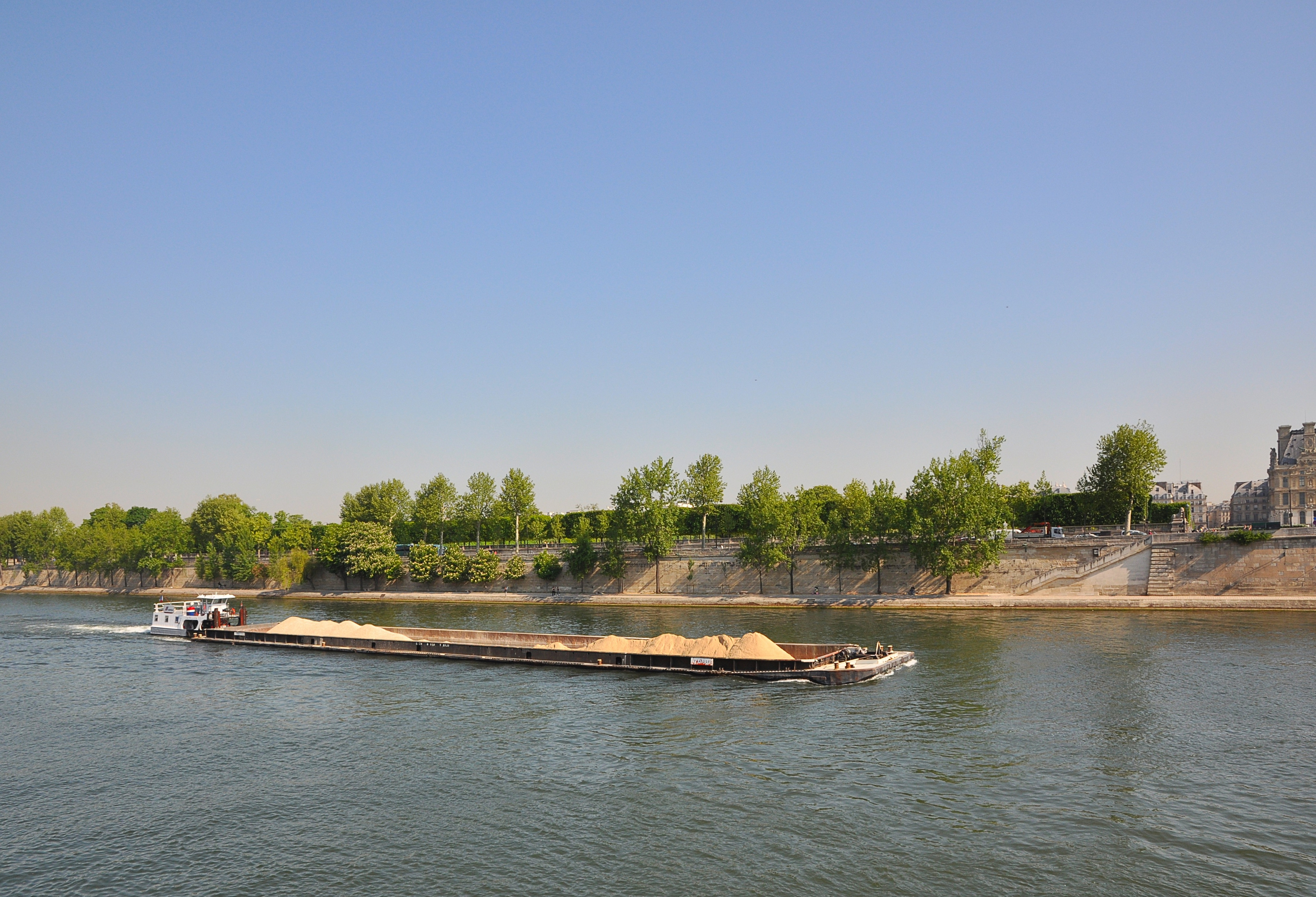
パリ市セーヌ川のはしけ運送

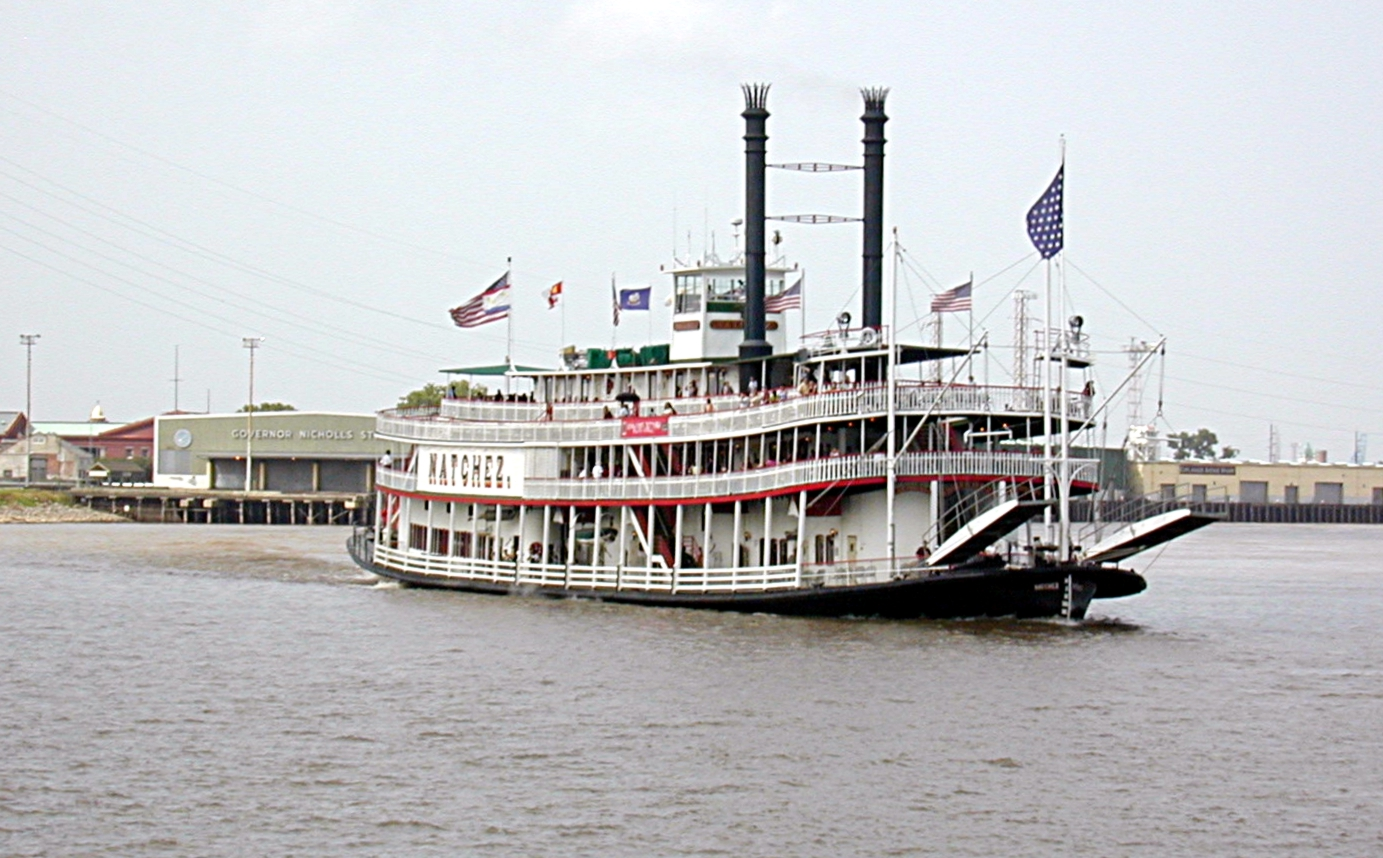
ミシシッピ川のリバーボート

欧米では広大な河川を利用した舟運業が鉄道や自動車とともに内陸輸送手段として重要な役割を果たしている。欧米諸国は平坦な内陸部が多く、大河は流速が緩やかで河幅も水深も適度にあり、各国の都市が河川でつながっていることから、古来より重要なライフラインとして機能してきた。

### ライン川
ライン川は主要国際河川の一つであり、スイスのバーゼルからドイツを通り、河口にあたるオランダのロッテルダム港までが航行可能で河川舟運に利用されている。2016年のライン全域の年間貨物輸送量は約3億3,000万トンであった。ライン川での貨物輸送量はヨーロッパの内陸水運の貨物輸送量全体の3分の2以上を占める。ライン川舟運は安全性や経済性も評価されており、コンテナ、重量貨物、化学製品の輸送のほか、旅客輸送などにも利用されている。
- オランダ：ロッテルダム港はライン川河口に位置するヨーロッパ最大の港となっている[2]。オランダでは国際貨物輸送の約半分、国内貨物輸送の約4分の1が内陸水運である[2]。
- ルクセンブルク：ルクセンブルクではライン川の支流であるモーゼル川が主要水路となっており、モーゼル川での輸送量の国内輸送量に占める割合は2010年で約4 %である[2]。

### ドナウ川
ドナウ川は全長2,860 kmのEU域内最大の河川でドイツ南部からルーマニアの黒海まで支流を含め19か国を流れる国際河川である。ドナウ川は西ヨーロッパで最長の河川でありながら、2015年の欧州の内陸水運での輸送量シェアの10 %以下にすぎない。

### ミシシッピ川
ミシシッピ川はアメリカ合衆国ミネソタ州のイタスカ湖からメキシコ湾に注ぐ全長3,782 kmの北米を代表する河川である。ミシシッピ川の流域州は10州で支流を含めた流域面積は米国本土の約4割にあたる。
2015年の内航水運（ただし、河川舟運のほか沿岸海運を含む）の総貨物輸送量は9億480万ショートトンで、そのうちミシシッピ川の輸送量は本流だけで約3億1,580万ショートトンを占め、全内航輸送量の約35 %となっている。

## 日本の河川舟運

1957年の河川舟運(潮来市)

日本の河川舟運は、古代より行われ、近代以前の年貢米の輸送や商品流通に大きく貢献してきた。その一方で、河川舟運は物資のみならず、地域の文化・慣習を伝播するという面や、都市や河岸・津などと呼ばれる船着場集落の形成にも役割を果たしてきた。近代に入ると、殖産興業政策による産業の発展に伴い、運搬する物資が増加し、河川舟運は最盛期を迎えた。しかしながら、明治中期以降、鉄道の開通や河川改修、陸上交通の発達、橋の役割の変化などに影響を受け、河川舟運は徐々に衰退していった。河川舟運に関する研究蓄積は多いものの、近代以降の河川舟運の盛衰過程については、未だ明らかになっていないことが多い。
昭和中期ごろまで、米や木材といった荷物を運ぶためには、険しい山道を歩く陸上交通よりも、水運の方がはるかに速く容易であったことから、ほとんどの河川で、現在の道路機能の代わりを担う、人や貨物を運ぶ重要な物流の中心となっていた。たとえば、琵琶湖を水源とし大阪湾に注ぐ淀川では、上流域で瀬田川、中流域で宇治川と名を変えて呼ばれていて、京都と大坂を結ぶ交通の大動脈として機能した。淀川に合流する支流の木津川は、奈良の平城京や東大寺など寺院建設のために、瀬田川流域の森林から伐採された木材が木津川を遡って奈良に運ばれたりもされた。
明治に入って、鉄道網が整備されるようになると、川の交通は次第に衰退していったが、木材だけは昭和中期ごろまで「いかだ流し」と呼ばれる運搬方法によって川で運ばれていた。しかし、電源開発や利水確保のために川にダムが建設されるようになると、こうした木材運搬も廃れていった。
今日における交通の主役は陸上交通にとって代わったため、河川舟運はほぼ見られなくなったが、一部では、かつてのような本来の運搬としての機能の形を変えて、観光用の川下りや遊覧の船便があるほか、首都圏では荒川、隅田川で水上バスが運行されている。

### 近代日本の河川舟運
北海道
- 石狩川、十勝川、天塩川

東北地方
- 馬渕川、北上川、鳴瀬川、阿武隈川、岩木川、米代川、雄物川、子吉川、最上川

関東地方
- 久慈川、那珂川、利根川、小櫃川、養老川、荒川（埼玉県・東京都）、相模川 、渡良瀬川、江戸川

北陸地方
- 荒川（新潟県）、阿賀野川、信濃川、神通川、庄川、九頭竜川、北川

東海地方
- 富士川、安倍川、大井川、天竜川、豊川、矢作川、庄内川、木曽川、長良川、宮川

近畿地方
- 熊野川、古座川、紀ノ川、淀川、木津川、加古川、千種川

山陰地方
- 由良川、円山川、千代川、斐伊川、江川、高津川

山陽地方
- 吉井川、旭川、高梁川、太田川、岩国川（錦川）、厚東川

四国地方
- 吉野川、那賀川、仁淀川、四万十川、肱川

九州地方
- 大野川、五ヶ瀬川、耳川、大淀川、川内川、球磨川、緑川、菊池川、筑後川、六角川、松浦川、塩田川、遠賀川

### 現代日本の河川舟運
- 最上川三難所舟下り：最上川中流に位置する村山市で行われている舟下りで、最上川三難所と呼ばれる碁点・三ヶ瀬・隼の三地点を通る約50分の航路である。
- 最上峡芭蕉ライン舟下り：最上川中流に位置する山形県最上郡戸沢村行われている舟下りで、古口から草薙温泉までの約60分の航路である。冬季にはこたつ船がある。
- 潮来市営ろ舟遊覧：茨城県潮来市の前川をサッパ舟で巡る。舟から水郷潮来あやめ園や十二橋めぐりが楽しめる。
- 蔵の街遊覧船：栃木県栃木市の巴波川（うずまがわ）で運航される遊覧船[4]。江戸時代から昭和初期まで続いた水運を再現したもので、蔵の街並みを見ながら、船頭の話や歌を聴くことができる[4]。
- 東京都観光汽船：東京都の隅田川・東京湾で行われている水上バスで、日の出桟橋・浅草・浜離宮・豊洲・晴海・お台場海浜公園・パレットタウン・東京ビッグサイトに乗船場があり、日本最大の旅客数を誇る。隅田川ライン、浅草・お台場直通ライン、ハッピードッグクルーズ、お台場ライン、東京ビッグサイト・パレットタウンラインが運航されている。
- 東京都公園協会：「東京水辺ライン」という名称で隅田川・東京湾・荒川を運航。
- 信濃川ウォーターシャトル：新潟市の中心部を流れる信濃川で行われている水上バスで、みなとぴあ（新潟市歴史博物館）からふるさと村までの区間で運航されている。新潟市の新たな都市交通として水上バスを機能させようと取り組んでいる。
- 天竜ライン下り：天竜川上流に位置する飯田市で行われている舟下りで、天龍峡温泉から唐笠までの約50分の航路である。
- 遠州天竜舟下り：天竜川下流に位置する浜松市で行われている舟下りで、みな沢から飛龍大橋までの約50分の航路である。
- 日本ライン下り：木曽川上流で行われていた舟下りで、美濃太田（岐阜県美濃加茂市）から犬山橋（愛知県犬山市）までの約60分の航路である。
- 保津川下り：京都府の中央部を流れる保津川で行われている舟下りで、亀岡市から嵐山までの約120分の航路である。冬季にはお座敷暖房船もある。
- 大阪水上バス：大阪市内の河川および大阪湾で行われている水上バスで、OAP港・八軒家浜船着場・淀屋橋港・大阪城港・太左衛門橋船着場・湊町船着場・海遊館西はとばに乗船場があり、近年、水都大阪などのイベントが開催されている。アクアライナー、水都号アクアmini、ひまわり、サンタマリアが運航されている。
- 一本松海運：大阪市内の河川および大阪湾で行われている水上バスで、ユニバーサルシティポート・太左衛門橋船着場・湊町船着場に乗船場がある。落語家と行くなにわ探検クルーズをはじめ、とんぼりリバークルーズ、大阪水遊紀行などが運航されている。
- アクアネット広島：広島市内の河川と世界遺産宮島で行われている水上バスで、元安桟橋・宮島3号桟橋に乗船場がある。宮島参拝遊覧、世界遺産航路、ひろしま河川遊覧、宮島口西-宮島航路が運航されている。
- くらしき川舟流し：岡山県倉敷市の倉敷美観地区を流れる倉敷川を小舟から観光する[5]。
- 岡山京橋クルーズ : 岡山市内を走る旭川および岡山の主要な港と瀬戸内海の島々を結ぶクルーズ船で、瀬戸内国際芸術祭が開催される期間限定で運行されている。その他の期間でも予約すればチャーター船として利用可能。[6][7]
- 堀川めぐり：島根県松江市の松江城の掘割で行われている遊覧船で、松江堀川ふれあい広場・大手前広場・カラコロ広場に船着場があり、約50分の航路である。
- ひょうたん島クルーズ：徳島市を流れる新町川と助任川に囲まれたひょうたん島で行われている水上バスで、NPO法人新町川を守る会によって運航している。
- 柳川川下り：柳川市内を東西に流れる旧柳川城の掘割で行われている川下りで、高畑公園前の乗船場から沖端付近の終点まで約60分の航路である。冬季にはこたつ舟、夏季には夜間の灯り舟がある。
- 球磨川下り：球磨川上流の人吉市で行われている舟下りで、人吉発船場から球泉洞下着船場までの約90分の航路である。冬季にはこたつ舟がある。

## 関連文献
- 飯塚公藤『近代河川舟運のGIS分析―淀川流域を中心に』、古今書院、2020、220頁。
- 老川慶喜「「産業革命期の陸運と水運」（柚木学編著『日本水上交通史論6　総論水上交通史』、文献出版、1996、所収）、339–424頁。
- 老川慶喜「日本鉄道の開通と河川舟運の衰退」（老川慶喜著『明治期地方鉄道史研究―地方鉄道の展開と市場形成―』、日本経済評論社、1983、所収）、229–238頁。
- 老川慶喜「「産業革命期の陸運と水運」（柚木学編著『日本水上交通史論6　総論水上交通史』、文献出版、1996、所収）、339–424頁。
- 岡島建「近代東京における都市内水運について」、人文地理41-6、1989、1–23頁。
- 川名登『河岸に生きる人びと―利根川水運の社会史』、平凡社、1982。
- 川名登『河岸』、法政大学出版局、2007。
- 黒崎千晴「明治前期の内陸水運」（新保博・安場保吉編『近代移行期の日本経済』、日本経済新聞社、1979a、所収）、87–102頁。
- 黒崎千晴「明治前期水運の諸問題」（運輸経済研究センター近代日本輸送史研究会編『近代日本輸送史』、成山堂、1979b、所収）、150–168頁。
- 田中啓爾『塩および魚の移入路―鉄道開通前の内陸交通』、古今書院、1957、315頁。
- 丹治健蔵『関東水陸交通史の研究』、法政大学出版局、2007、535頁。
- 富岡儀八『日本の塩道―その歴史地理学的研究』、古今書院、1978、516頁。
- 増田廣實「殖産興業政策と河川舟運」、社会経済史学48-5、1983、6–22頁。